# Evergreen Park (Illinois)
Evergreen Park ist ein Ort im Cook County des Bundesstaats Illinois in den Vereinigten Staaten.

## Geographie
Der 8,2 Quadratkilometer große Vorort grenzt im Westen an Oak Lawn (Illinois) und an Hometown (Illinois), während im Norden Ashburn (illinois), im Osten Beverly (Illinois) und im Süden Mount Greenwood (Illinois), alles Stadtteile von Chicago, liegen.

## Demografie

### Volkszählung 2020
Das U.S. Census Bureau hat bei der Volkszählung 2020 eine Einwohnerzahl von 19.943 ermittelt.

### Volkszählung 2009
Laut der Volkszählung von 2009 lebten 25.044 Einwohner in 8010 Haushalten und 8059 Familien im Ort. Die Bevölkerungsdichte betrug 2.536,0 Einwohner pro Quadratkilometer. Es gab 9917 Wohneinheiten mit einer durchschnittlichen Bebauungsdichte von 927,7 Häusern pro Quadratkilometer.
In den 7471 Haushalte lebten in 35,1 % der Fälle Kinder unter 18 Jahren, 54,3 % waren zusammenlebende Ehepaare, 13,2 % hatten einen weiblichen Haushaltsvorstand und 29,0 % waren keine Familien. 26,3 % aller Haushalte bestanden aus Einzelpersonen und in 14,2 % lebten Menschen, die 65 Jahre oder älter waren. Die durchschnittliche Haushaltsgröße betrug 2,73 und die durchschnittliche Familiengröße lag bei 3,35.
27,6 % der Einwohner waren unter 18 Jahren alt, 7,1 % von 18 bis 24 Jahre alt, 28,4 % zwischen 25 und 45 Jahren alt, 19,3 % zwischen 45 und 64 Jahren und 17,5 % waren 65 Jahre oder älter. Das Durchschnittsalter betrug 37 Jahre. Auf je 100 Frauen gab es 90,1 Männer. Auf je 100 Frauen im Alter von über 18 Jahren, gab es 86,5 Männer.
Das mittlere Einkommen für einen Haushalt im Ort betrug USD 53514 und das mittlere Einkommen für eine Familie betrug USD 64766. Etwa 2,4 % der Familien und 4,2 % der Bevölkerung lebten unterhalb der Armutsgrenze, einschließlich 3,4 % der Befragten unter 18 Jahren und 4,8 % aus der Personengruppe, die 65 Jahre oder älter waren.

## Persönlichkeiten
- Chris Chelios (* 1962), Eishockeyspieler
- Brad Guzan (* 1984), Fußballspieler
- Ted Kaczynski (1942–2023), besser bekannt als Unabomber
- Jill Krause (* 1978), Biathletin
- Jane Lynch (* 1960), Schriftstellerin, Sängerin, Schauspielerin und Komikerin
- Jenny McCarthy (* 1972), Modell
- Abbey Murphy (* 2002), Eishockeyspielerin
- Timothy O’Malley (* 1959), römisch-katholischer Geistlicher, Weihbischof in Chicago
- David A. Patterson (* 1947), Informatiker und Träger des Turing-Preises
- Billy Pierce (1927–2015), Baseballspieler
- George Wendt (1948–2025), Schauspieler